# Braueriana fiorino
Braueriana fiorino là một loài bướm đêm trong họ Geometridae.